# Opérations en Birmanie en 1944
Guerre sino-japonaise (1937-1945),
 Théâtre d'Asie du Sud-Est de la Seconde Guerre mondiale
Batailles
Invasion japonaise de la Birmanie :
- Rivière Bilin
- Pont de la Sittang
- Pégou
- Barrage routier de Taukkyan
- Route Yunnan-Birmanie (Tachiao
- Oktwin
- Taungû)
- Shwedaung
- Prome
- Yenangyaung

Opérations en Birmanie (1942-1943) :
- Arakan
- The Hump
- Chindits
- Nord de la Birmanie et ouest du Yunnan

Opérations en Birmanie en 1944 :
- Chindits (2)
- Admin Box
- U-Go (Imphal
- Sangshak
- Court de tennis
- Kohima)
- Myitkyina
- Mogaung
- Mont Song

Opérations en Birmanie (1944-1945) :
- Meiktila et Mandalay
- Pakokku et Irrawaddy
- Colline 170
- Île de Ramree
- Tanlwe Chaung
- Dracula
- Elephant Point
- Coude de la Sittang

Les combats de la campagne de Birmanie en 1944 sont les plus intenses du théâtre du Sud-Est Asiatique pendant la Seconde Guerre mondiale. Ils ont lieu aux frontières entre la Birmanie et l’Inde et entre la Birmanie et la Chine, ils impliquent le Commonwealth britannique, les forces chinoises et américaines contre les forces de l’empire du Japon et de l’armée nationale indienne. Les forces du Commonwealth britannique parviennent surtout du Royaume-Uni, de l’Inde et de l’Afrique.
Les Alliés ont surmonté leurs difficultés organisationnelles et logistiques, qui ont nui à leurs efforts initiaux, ils sont fin prêts à envahir la Birmanie occupée par le Japon, depuis plusieurs points d’entrées largement espacés.  Les Japonais retardent cette invasion en élaborant leur propre offensive sur l’Inde, une offensive qui a une portée beaucoup plus grande que prévu au départ. À la fin de 1944, les Alliés font des gains significatifs surtout à l’extrême nord-est de la Birmanie, l’attaque des Japonais sur l’Inde est un désastre, comptant un très grand nombre de victimes. Ce qui a pour effet de rendre la défense de la Birmanie par les Japonais extrêmement difficile, face aux attaques répétées des Alliés, l’année suivante.

## Les plans

### Plans alliés
En août 1943, les Alliés créent le Commandement du l’Asie du Sud-Est (SEAC) un nouveau commandement consolidé pour le théâtre du sud-est asiatique. Son commandant est Louis Mountbatten. Ce qui amène un nouveau sens à l’objectif et en novembre le SEAC prend la responsabilité de la Birmanie, la XIVe armée britannique est prête à prendre l’offensive. Ce revirement exceptionnel de l’efficacité de la XIVe armée est généralement attribué au commandement du lieutenant général William Slim. Il met en place l’utilisation de médications contre la malaria, et plus généralement l’emphase est mise sur la santé des troupes. Il établit aussi une formation spéciale, pour les combats en milieux tropicaux, il rétablit la confiance de soi aux troupes, en gagnant des victoires faciles et développe l’infrastructure militaire locale[source insuffisante].
Les efforts de Slim sont grandement aidés par l’amélioration des lignes de ravitaillements des Alliés. En octobre 1944, la capacité des lignes ferroviaires du Nord-Est de l’Inde passent de 600 tonnes par jour au début de la guerre à 4 400 tonnes par jour. La supériorité de la Royal Air Force est établie, ce qui permet aux Alliés d’élaborer de nouvelles tactiques, reposant sur le ravitaillement aérien des troupes.
Le SEAC doit prendre en compte différentes possibilités de plans offensifs adverses. L’amiral Mountbatten, ayant une expérience d’officier naval, il a déjà servi aux Quartiers Généraux des Opérations Combinées, favorise un débarquement amphibie. Le premier de ceux-ci devant avoir lieu aux îles Andaman (Opération « Pigstick »), mais les barges de débarquement assignées à l’opération sont rappelées en Europe pour le débarquement de Normandie.
En 1943, une attaque britannique sur la province côtière de Arakan avait été sévèrement repoussée. Ayant été complètement réorganisé, le XVe corps indien se prépare à renouveler son offensive. Encore une fois, une opération limitée, destinée à supporter cette attaque, a dû être abandonnée à cause du manque de barges de débarquement et ainsi qu’à  d’autres considérations maritimes.

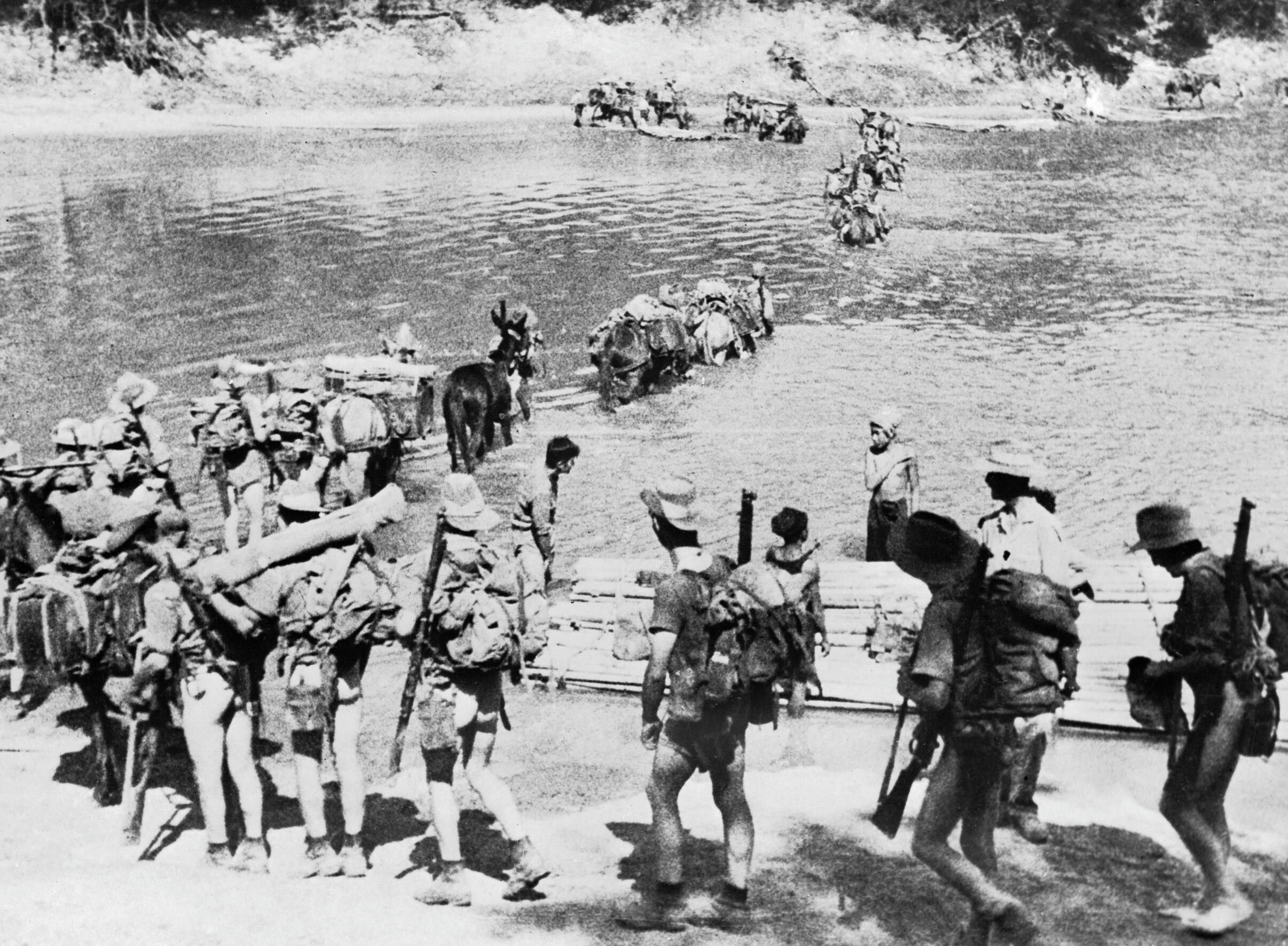
Colonne Chindits pendant l’opération Longcloth.

La raison d’être de la présence américaine sur ce théâtre des opérations est de maintenir la ligne de ravitaillement vers la république de Chine sous la gouverne de Chiang Kai-shek. Ils ont établi une route de ravitaillement aérienne, connue sous le nom de (The Hump) la Bosse, survolant l’Himalaya. Les troupes chinoises qui avaient dû se retirer vers l’Inde en 1942, sont rééquipées et formées par une mission américaine sous le commandement du lieutenant général Joseph Stilwell. Une des missions de Stilwell est la construction de la route de Birmanie, afin de relier l’Inde à la Chine par voie terrestre, bien que certains dirigeants britanniques soient sceptiques sur la raison d’être de cette route ainsi que sur les efforts consentis à sa construction. Au début 1944, la route est construite jusqu’aux montagnes de Patkai, et Stilwell se prépare à poursuivre la construction jusqu’à Kamaing et Myitkyina.
Chiang Kai-shek consent à élaborer une offensive en Birmanie depuis la province chinoise de Yunnan. Lorsque le débarquement aux îles Andaman est annulé, il prétend un bris de confiance, et annule l’offensive venant du Yunnan, il revient sur cette décision un peu plus tard.
À la suite de l’opération « Longcloth » en 1943, le major général britannique Orde Charles Wingate avait obtenu l’accord pour une force de pénétration longue portée, connue sous le nom de Chindits. Slim s'est opposé à celle-ci, croyant qu’elle puiserait beaucoup trop dans ses effectifs. Sous la pression de Winston Churchill, Wingate obtient finalement gain de cause. Les Chindits, maintenant connus sous l’appellation de la IIIe division d’infanterie indienne, ont maintenant la responsabilité d’assister Stilwell, en perturbant les lignes de ravitaillement japonaises du front nord.
Le plan original de Wingate est de capturer un terrain d’aviation ennemi à Indaw, et de l’occuper par une division d’infanterie, afin qu’il devienne la base pour de futurs raids des Chindits. Cette deuxième partie ne sera pas mise en place.
Les plans alliés pour 1944 sont réduits à : une offensive de Stilweel et des troupes chinoises vers Ledo ; l’opération Chindit en support de Stilwell ; une nouvelle attaque terrestre à Arakan ; et une offensive, imprécise au-delà de la rivière Chindwin vers Imphal en support aux autres opérations.

### Plans japonais

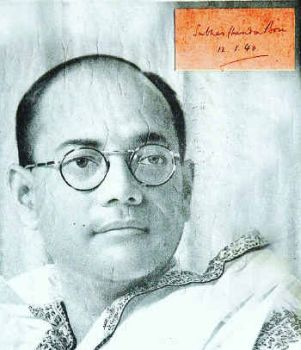
Subhas Chandra Bose.

Au même moment où les Alliés établissent le SEAC, les Japonais mutent le commandant en Birmanie, le lieutenant général Shojiro Iida, et créent un nouveau quartier général, l’armée régionale de Birmanie, sous le commandement du lieutenant général Masakazu Kawabe, la XVe armée au nord-est et la XXVIIIe au sud-ouest lui sont subordonnées.
Par hasard ou volontairement, le nouveau commandant de la XVe armée, le lieutenant général Renya Mutaguchi, a joué un rôle majeur dans les récentes victoires japonaises. Il tient à monter une offensive contre l’Inde. L’armée régionale de Birmanie s’oppose à ce plan, mais Mutaguchi persiste et réussit à convaincre les officiers du groupe de l’armée expéditionnaire méridionale, basée à Singapour, le quartier général de toutes les forces déployées dans le sud de l’Asie. Finalement le quartier général de Tokyo approuve les plans de Mutaguchi. Ni Kawabe, ni le maréchal Hisaichi Terauchi, commandant l’armée expéditionnaire méridionale, n’ont l’occasion d’imposer leur veto au plan, ils n’ont aucun contrôle sur les opérations, une fois celles-ci enclenchées.
Les Japonais sont influencés, jusqu’à un certain point par Subhas Chandra Bose, le commandant de l’armée nationale indienne. Cette armée est principalement composée de soldats indiens, capturés en Malaisie ou à Singapour, et des fermiers tamouls vivant en Malaisie. À l’initiative de Bose, une contingent important se joint à la « marche vers Delhi ». Mutaguchi et Bose soulignent les avantages et les possibles gains qu’apporteraient une attaque victorieuse sur l’Inde. C’est avec inquiétude de la part de certains supérieurs de Mutaguchi, ainsi que certains de ses subordonnés que l’opération U-Go est lancée.

## Le front du nord

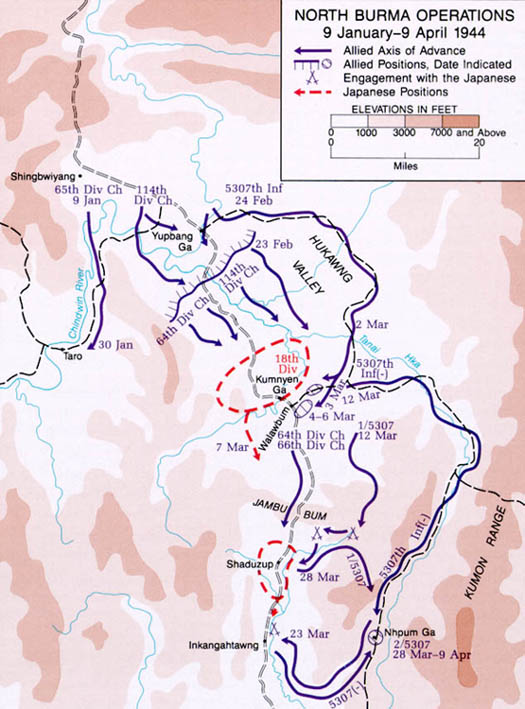
Les opérations de Stilwell au nord de la Birmanie.

Les forces de Stilwell, le commandement de combat région nord, sont principalement constituées de deux divisions chinoises équipées de matériels américains, des blindés légers de type Stuart M3 et d’une brigade de pénétration longue portée américaine, connue sous le nom de « Merrill’s Marauders » tiré du nom de leur commandant. Trois divisions chinoises sont plus tard aéroportées de Yunnan pour consolider les forces de Stilwell à Ledo.
En octobre 1943, la XXXVIIIe division chinoise dirigée par Sun Li-jen commence une avancée de Ledo vers Shinbwiyang, pendant que les ingénieurs américains assistés de fermiers indiens, prolongent la route de Birmanie derrière eux. La XVIIIe armée impériale japonaise se dirige vers Chindwin pour les stopper, mais ils ne sont pas de taille. À chaque confrontation entre les XXIIe et XXXVIIIe division chinoises et les troupes japonaises, les forces des Marauders sont utilisées pour déborder les positions japonaises, en traversant la jungle. Une technique qui a bien servi les Japonais jusqu’à cette date, mais qui est maintenant utilisée par les Alliés, qui apprennent l’art de la guerre dans la jungle. Si la XXXVIIe division chinoise avait été un peu plus rapide à joindre les Marauders à Walawbum un encerclement de la XVIIIe division japonaise aurait été possible.
En plus de repousser les Japonais, les Alliés réutilisent les routes construites par les Japonais afin de réapprovisionner la XVIIIe division, pour accélérer la construction de la route de Birmanie.

### La seconde expédition Chindit
L’opération « jeudi » (Operation Thursday) des Chindits a pour mission de soutenir l’avance de Stilweel en interceptant les lignes de ravitaillement japonaises dans la région de Indaw. Le 5 février 1944, le brigadier Bernard Fergusson et la XVIe brigade d’infanterie partent de Ledo pour la Birmanie. Ils réussissent à traverser un terrain très inhospitalier et pour cette raison sans doute, non surveillé par les Japonais et ainsi pénètrent profondément les arrières japonais. Au début de mars, trois autres brigades sont aéroportées derrière les lignes japonaises par les l’armée de l’air américaine, le 1er « Air Commando Group », ils y établissent des bastions sur la plupart des routes terrestres et ferroviaires, qui relient le front du nord. Durant les trois prochains mois, les Chindits sont impliqués dans plusieurs affrontements sérieux avec l’ennemi.
Le brigadier Michael Calvert de la LXXVIIe brigade d’infanterie indienne, défend avec succès une des zones d’atterrissage, du nom de code de « Broadway », il bloque une route et une voie ferroviaire à Mawlu, au nord de Indaw. Cette position du nom de code de « White City » (La ville blanche), est tenue pendant plusieurs semaines. Les voies de communications vers le front nord japonais n’ont pas toutes été bloquées, seul, un bataillon Chindit est opérationnel sur la route de Bhamo à Myitkyina, et surtout, cette section est à l’extérieur de la couverture de support aérien.
Le 24 mars, la brigade de Fergusson essaie de capturer un terrain d’aviation à Indaw, mais ils sont repoussés, et la brigade, épuisée, est retirée vers l’Inde. La même journée, Wingate, le commandant des Chindits meurt dans un accident d’avion. Le brigadier Joe Lentaigne anciennement de la CXIe brigade d’infanterie indienne, le remplace.
Le 17 mai, le contrôle des Chindits passe de la XIVe armée de Slim à Stilweel. Les Chindits évacuent « Broadwaay » et « White City » laissent les arrières japonais et se dirigent vers les nouvelles bases, plus près du front occupé par Stillwell. On leur donne de nouvelles tâches, pour lesquelles ils ne sont pas équipés. Au même moment, les Japonais remplacent leurs forces de défense arrière, la XXXIIIe armée, par la LIIIe division, contre les Chindits.
La LXXVIIe brigade de Calvert, capture Mogaung après un siège qui se termine le 27 juin, mais en perdant 50 % de son effectif. La CXIe brigade essaie de bloquer la route et le chemin de fer près de Hopin, l’opération « Blackpool », mais ils doivent se retirer. À la fin de cette campagne, les Chindits comptent 1 396 morts et 2 434 blessés. La moitié des survivants ont dû ultérieurement être hospitalisés avec une diète spéciale.

### Le front de Yunnan

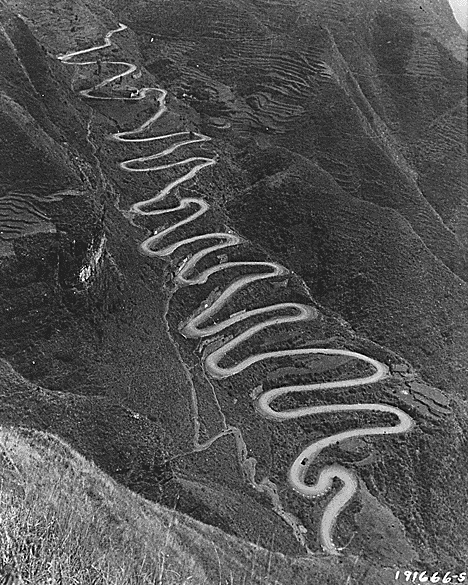
Une section de la « Route de Birmanie ».

Les forces chinoises sur le front de Yunnan attaquent avec près de 40 000 hommes durant la deuxième semaine d’avril, ils traversent la rivière Salouen sur un front de 200 milles (322 km). Durant quelques jours, une douzaine de divisions chinoises du corps expéditionnaire chinois, soit 72 000 hommes, sous le commandement du général Wei Lihuang, attaquent la LVIe division japonaise. Les forces japonaises doivent maintenant composer avec deux fronts, les Alliés au Nord-Ouest et les Chinois nationalistes au Nord-Est.
L’offensive chinoise du Yunnan est perturbée par la mousson et le manque de support aérien, ils réussissent quand même à détruire la garnison de Tengchung à la fin mai. Ils affrontent une résistance ardue de la part des Japonais, qui ont été aidés en ayant eu accès aux plans et aux codes des Chinois, par hasard. Les Chinois capturent Lungling à la fin août. Les Japonais déplacent une division complète vers Yunnan afin de contre-attaquer, ils arrêtent ainsi temporairement les avancées chinoises.

### Siège de Myitkyina
Pendant que l’offensive japonaise sur le front central est menée, les forces de Stillwell continuent à faire des gains. Le 19 mai, deux divisions chinoises encerclent Kamaing. Deux jours plus tôt, les forces de Merrill avaient capturé le terrain d’aviation à Myitkyina après une marche qui traversa les montagnes Kumon Bum, cette marche a grandement affaibli les Marauders. La capture de la ville est difficile, les premiers renforts sont des renforts de support et de logistique, on y attend des troupes aéroportées chinoises, qui n’arrivent pas avant que les Japonais reçoivent les leurs. On perd donc l’opportunité de capturer la ville facilement.
Il en résulte un long siège, mal dirigé, qui occasionne de lourdes pertes chez les Alliés, particulièrement chez les Marauders, qui sont maintenus en place pour des raisons de prestige américain, les chindits aussi ont de nombreuses victimes, lorsque la prolongation de leurs activités à perturber les tentatives de renforcements japonais dépasse les plans originaux. Toutefois, à cause de la détérioration sur les autres fronts, les Japonais ne peuvent plus reprendre l’initiative sur le front du nord.
Le siège occasionne également de lourdes pertes du côté japonais. Après la capture de l’aérodrome, les Japonais essaient de retarder les Alliés afin que la mousson puisse leur venir en aide. Le 10 juin, le major général Genzo Mizukami, à qui l’on a confié le commandement de la garnison, reçoit l’ordre de « défendre Myitkyina jusqu’à la mort ». Les Japonais se cramponnent et repoussent plusieurs attaques chinoises. À la fin juillet, cette résistance apparaît inutile. Mizukami évacue les survivants de la garnison, il ne peut obéir aux ordres, il se suicide à l’intérieur du périmètre de défense.  Myitkyina est finalement capturée le 3 août.
La capture de Myitkyina, marque la fin de la phase initiale de la campagne de Stilwell. C’est le plus important gain de territoire ennemi durant la campagne de Birmanie. L’aérodrome de Myitkyina, devient un lien vital sur la route au-dessus de « la bosse » (Hump).

## Le front du sud 1943-1944
À Arakan, le XVe corps indien sous le commandement du lieutenant général Philip Christison renouvelle leur avancée sur la péninsule de Mayu. Des chaînes de collines escarpées divisent l’avancée en trois attaques ; par la Ve division d’infanterie indienne sur la côte, la VIIe division d’infanterie indienne par la rivière Kalapanzin, et par la LXXXIe division d’Afrique de l’ouest sur le fleuve Kaladan. La Ve division indienne capture le petit port de Maungdaw le 9 janvier, 1944. Les troupes se préparent ensuite à capturer deux tunnels ferroviaires reliant Maungdaw à la vallée du Kalapanzin. Les Japonais, toutefois, attaquent en premier. Une puissante force de la LVe division de l’armée impériale japonaise infiltre les lignes alliées et attaque la VIIe division par l’arrière, outrepassant même les quartiers généraux de la division.
Contrairement à des expériences similaires antérieures, les forces alliées tiennent bon, et du ravitaillement leur est aéroporté. À la bataille de « Admin Box » du 5 au 23 février, les Japonais concentrent leur XVe corps de la région administrative, constitué principalement de troupes de service, à l’attaque, ils ne peuvent toutefois faire face aux chars blindés des Alliés.  Des troupes de la Ve division indienne traversent la passe de Ngakyedauk et apportent de l’aide aux Alliés. Bien que les pertes soient égales de part et d’autre les Japonais subissent un cuisante défaite. Leur infiltration et leurs manœuvres d’encerclements, n’ont pas occasionné la panique prévue chez les Alliés, les Japonais ne peuvent faire main basse sur les vivres ennemies, ils deviennent affamés.
Les Alliés n’exploitent pas cette victoire et l’offensive du XVe s’amenuise durant les semaines qui suivent, les Alliés devant concentrer leurs efforts sur le front central. Après la capture des tunnels ferroviaires, le XVe corps s’arrête pendant la mousson, il perd même un peu de terrain dans la vallée de Kalandan.

## Le front du centre
À Imphal, le IVe corps indien sous le commandement du lieutenant général Geoffrey Scoones avance, deux divisions vers la rivière Chindwin. Une division demeure en réserve à Imphal. Tout indique que les Japonais préparent une offensive majeure, Slim et Scoones planifie une retraite afin de forcer les Japonais à se battre ayant une ligne logistique étendue au maximum. Toutefois les Alliées ont mal jugé de la date des opérations japonaises ainsi que des forces utilisées par ceux-ci, sur certains de leurs objectifs.
La force principale de la XVe armée japonaise, commandée par le lieutenant général Renya Mutaguchi est constituée de la XXXIIIe division de l’armée impériale japonaise, de la XVe division ainsi que la force Yamamoto, équivalant à une brigade, et a pour mission de couper et détruire les forces avancées du IVe corps, avant de capturer Imphal. La XXXIe division de l’armée impériale, quant à elle doit isoler Imphal en capturant Kohima. L’intention de Mutaguchi est d’exploiter cette victoire en capturant la ville stratégique de Dimapur, dans la vallée de la rivière Brahmapoutre. Si on y réussit, l’armée nippone serait au-delà de la frontière montagneuse, et l’ensemble du nord-est de l’Inde serait ouvert à l’attaque. Des unités de l’armée nationale de l’Inde doivent y prendre part et inciter la révolte en Inde. La capture de l’ensemble ferroviaire à Dimapur, couperait également, les lignes de communications terrestres aux aérodromes et ainsi le ravitaillement de la Chine et également celles des forces du général Stilwell combattant sur le front nord.

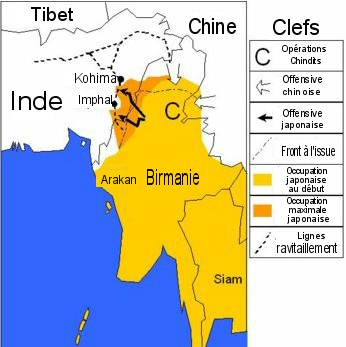
Campagne de Imphal et de Kohima.

### Batailles préliminaires
Les Japonais traversent la rivière Chindwin le 8 mars. Scoones ordonne à ses troupes avancées de se retirer le 13 mars. La XXe division d’infanterie indienne se retire vers Tamu sans difficulté, mais la XXXIIIe division japonaise coupe la retraite de la XVIIe division indienne à Tedim. Du 18 au 25 mars, la XVIIe division réussit à passer outre quatre barrages routiers érigés par les Japonais, grâce aux ravitaillements aériens des Dakotas C-47 de la « RAF » et des troupes américaines ainsi que l’aide apportée par la XXIIIe division d’infanterie indienne. Les deux divisions rejoignent la plaine d’Imphal le 4 avril.
Pendant ce temps, Imphal demeure vulnérable à la XVe division japonaise. La Le brigade de parachutistes indienne, qui défend l’approche nord de la ville est malmenée à la bataille de Sangshak par un régiment de la XXXIe division japonaise qui est en route pour Kohima. 
Toutefois l’attaque de diversion de la 55e division japonaise sur l'Arakan est déjà une défaite et à la fin mars Slim amène, par la voie des airs, la Ve division indienne, maintenant rompue à l’affrontement, et toute son artillerie, vers le front central. Ce mouvement de troupe est terminé en seulement onze jours. Deux brigades sont destinées à Imphal, l’autre, la CLXIe brigade d’infanterie britannique, se dirige vers Dimapur, d’où elle expédie un détachement vers Kohima.

### Kohima
Pendant que les Alliés sont encerclés et assiégés à Imphal, la XXXIe division japonaise constituée de 20 000 hommes sous la gouverne du lieutenant général Kotoku Sato, avance jusqu’à la route Imphal - Dimapur. Au lieu d’isoler la petite garnison à Kohima et de poursuivre avec sa force principale vers Dimapur, Sato choisit de capturer la « côte de la station ». Les registres japonais indiquent que Sato et les commandants de Mutaguchi ont des doutes sérieux au sujet des plans de la XVe armée. Ils pensent en particulier que les paris logistiques sont irresponsables et n’ont donc pas l’intention d’essayer d'atteindre ces objectifs, inaccessibles.
La bataille de Kohima commence le 6 avril, lorsque les Japonais isolent la garnison et essaient d’en déloger ses défenseurs. Le combat est très violent autour du terrain de tennis du commissionnaire du district. L’on se réfère quelquefois à cette phase de la bataille sous le nom de la « bataille du terrain de tennis » ; elle a été un fait marquant de l’attaque japonaise. Le 18 avril, la CLXIe brigade indienne remplace les défenseurs ; la bataille n’est toutefois pas terminée, les Japonais s’accrochent et défendent les positions qu’ils viennent de capturer.